# 365 (utwór)
365 – utwór rosyjsko-niemieckiego DJ-a Zedda z gościnnym udziałem amerykańskiej piosenkarki Katy Perry, wydany na singlu 14 lutego 2019 roku nakładem wytwórni Interscope Records w formacie digital download i mediów strumieniowych.
Oficjalny teledysk do nagrania wyreżyserowany przez Warrena Fu został wypuszczony tego samego dnia w serwisie Vevo.
Nagranie uzyskało w Polsce certyfikat złotej płyty.

## Historia wydania
| Region            | Data           | Format                               | Wytwórnia          | Przypisy |
| ----------------- | -------------- | ------------------------------------ | ------------------ | -------- |
| Cały świat        | 14 lutego 2019 | Digital download, media strumieniowe | Interscope Records | [ 3 ]    |
| Stany Zjednoczone | 19 lutego 2019 | Contemporary hit radio               | Interscope Records | [ 4 ]    |